# Geologický pavilon prof. F. Pošepného
Geologický pavilon prof. F. Pošepného je rozsáhlé mineralogické, petrografické, paleontologické a geologické muzeum, pojmenované po profesorovi Františku Pošepném, který patřil k zakladatelům světové ložiskové geologie. Geologický pavilon se nachází v areálu Vysoké školy báňské – Technické univerzity Ostrava v Porubě, jednom z obvodů statutárního města Ostravy, metropole Moravskoslezského kraje.

## Historie sbírek

### Příbram
Základ expozice pochází z roku 1849, kdy tehdejší rakousko-uherské Ministerstvo zemědělství a lesnictví zakoupilo mineralogickou sbírku, kterou rozdělilo mezi nově vznikající montánní učiliště (pozdější Báňskou akademii) v Příbrami a obdobnou školu v rakouském Leobenu. Díky pedagogům, kteří na příbramské škole působili, jako byli profesoři F. Pošepný, F. Ryba a A. Hoffman, byl sbírkový fond v dalších letech neustále rozšiřován.

### Ostrava
Po skončení druhé světové války v roce 1945 byla Vysoká škola báňská, nesoucí toto pojmenování od roku 1904, přemístěna z Příbrami do Ostravy. Spolu se školou byly přemístěny i mineralogické a geologické sbírky. Nenašly se však pro ně vhodné prostory – částečně byly rozmístěny v chodbách jednotlivých kateder, většina skončila v suterénu vysokoškolských kolejí.
Po dlouhé době byl soubor vystaven až v roce 1968 v prostorách ostravských kolejí Jana Opletala u příležitosti konání XXIII. Mezinárodního geologického kongresu, který byl v uvedeném roce uspořádán v Praze. Vhodné a přiměřeně důstojné místo získaly sbírky definitivně v roce 1989, kdy byl dokončen nový geologický pavilon v areálu Vysoké školy báňské v Ostravě-Porubě.

## Geologický pavilon
Nejvíce ceněnou část expozice v geologickém pavilonu tvoří sbírka vzorků minerálů a hornin, získaných profesorem Františkem Pošepným v průběhu druhé poloviny 19. století zejména na Příbramsku. Tato sbírka je doplněna písemnou a grafickou dokumentací ložisek nerostných surovin a jejich mineralogického složení.

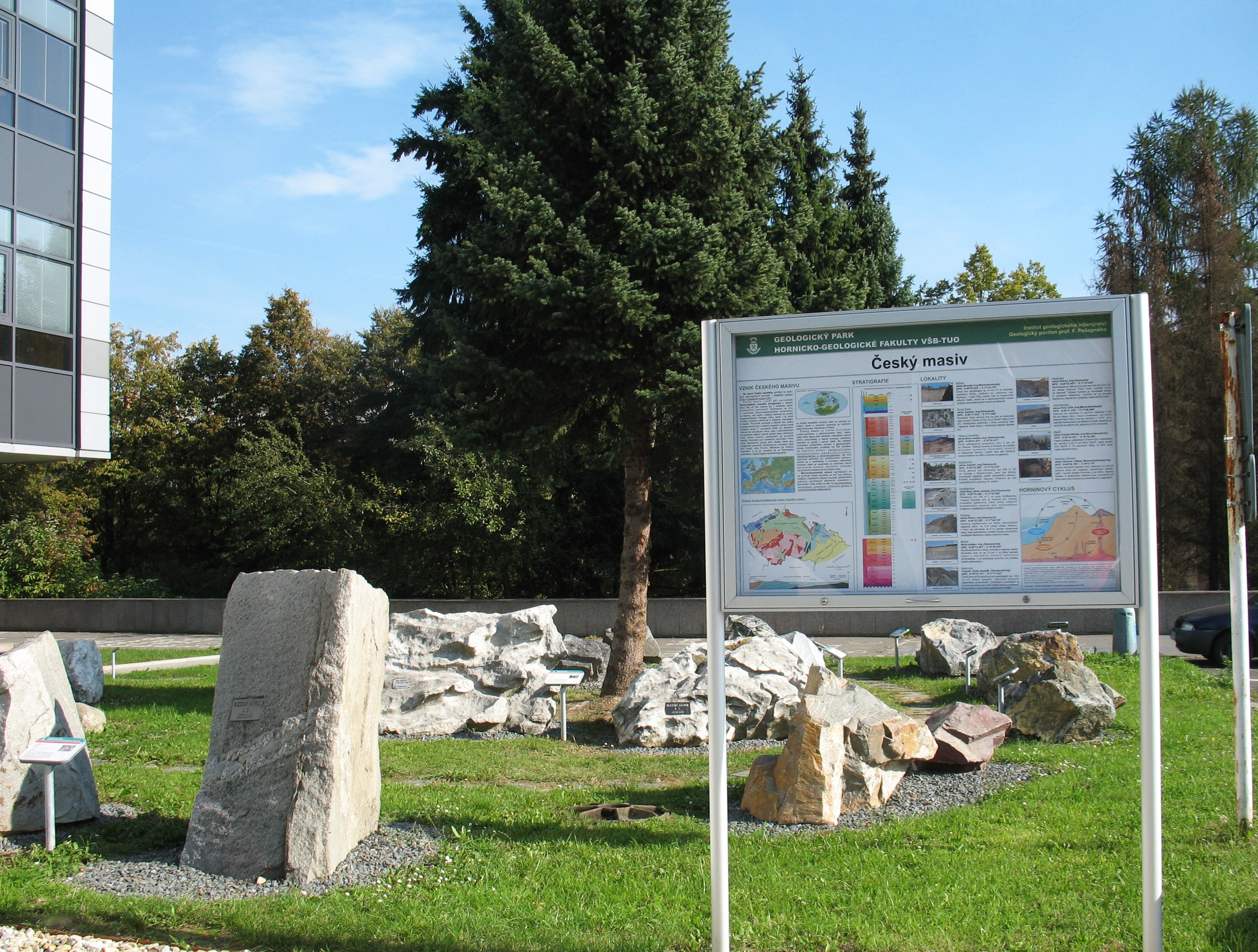
Venkovní expozice hornin před Geologickým pavilonem

Nejrozsáhlejší díl expozice představuje sbírka ložiskové geologie, která je rozdělena na sedm částí, reprezentujících nerostné suroviny České a Slovenské republiky a ložiska a typy těchto surovin. Dalšími částmi expozice v geologickém pavilonu jsou: sbírka prof. Havelky, mineralogická sbírka, petrografická sbírka, paleontologická sbírka, sbírka historické geologie, sbírka regionální geologie Českého masívu, sbírka regionální geologie Západních Karpat, sbírka Ostravsko-karvinského revíru, sbírka radioaktivních surovin, technologická sbírka a přírůstková expozice, která má své místo ve vstupní hale pavilonu a jejíž součástí kromě nejnovějších přírůstků sbírek obvykle bývají také krátkodobé výstavky.
Celkem je v geologickém pavilonu vystaveno cca 16 000 exponátů. Téměř čtyřnásobek tohoto počtu – dalších 62 000 vzorků a exponátů – je evidováno a uloženo v depozitářích muzea.
Od roku 2022 je součástí sbírky model kostry Tyrannosaura rexe s výškou 2,5 m a délkou 5 m (velikostí odpovídá mláděti) vyrobený ze sklolaminátu a pryskyřice.

## Venkovní expozice
Expozici uvnitř geologického pavilonu doplňuje sbírka hornin z oblasti Západních Karpat a Českého masívu, vystavená v podobě tzv. geoparku před vstupem do muzea. Tato venkovní expozice, zahrnující 38 velkoobjemových reprezentativních vzorků lokálních hornin, byla průběžně vytvářena a doplňována během let 2011–2016.

## Dostupnost
Expozice v Geologickém pavilonu prof. F. Pošepného je přístupná celoročně, ovšem pouze v pracovní dny. Pouze dvakrát ročně – v době konání tzv. mineralogických setkání v sousední aule – jsou sbírky muzea přístupny také v sobotu. Kromě zmíněných mineralogických setkání jsou Vysokou školou báňskou pořádány také komentované prohlídky geologického pavilonu a organizovány volnočasové aktivity nejen pro žáky základních a středních škol, ale i pro seniory v rámci programu Univerzity 3. věku.
Nad rámec otevírací doby je pavilon přístupný široké veřejnosti také ku přiležitosti Noci vědců, celorepublikové popularizační akce pořádané zpravidla poslední zářijový pátek.